# Wirująca tancerka

Jeśli noga dotykająca podłoża jest postrzegana jako lewa, tancerka wydaje się obracać zgodnie ze wskazówkami zegara, jeśli jako prawa – przeciwnie do wskazówek zegara

Wirująca tancerka (ang. The Spinning Dancer) – animowane złudzenie optyczne pokazujące tancerkę wykonującą piruet. Animacja ta stworzona została przez grafika Nobuyuki Kayaharę. Niektórzy obserwatorzy widzą początkowo, że tancerka obraca się zgodnie z ruchem wskazówek zegara, inni − że przeciwnie do ruchu wskazówek zegara.
Złudzenie to wynika z braku widzialnych wskazówek dot. głębi − np. ręce tancerki mogłyby równie dobrze obracać się przed nią w lewo albo za nią w lewo, a więc ona − zgodnie albo przeciwnie do ruchu wskazówek zegara, na lewej albo prawej nodze. Gdy tancerka znajduje się bokiem do obserwatora, widzi on zarys jej twarzy i może rozpoznać, czy skierowana jest w lewo czy też w prawo. Niemożliwe jest jednak stwierdzenie, czy następnie obróci się ona twarzą czy też plecami w stronę obserwatora, gdyż jej sylwetka jest zaciemniona. Dlatego też nie wiadomo, czy to jej prawa czy też lewa noga dotyka podłoża.
Podobnym złudzeniem optycznym jest np. tzw. sześcian Neckera.

## Test psychologiczny?
Złudzenie to było błędnie uznawane za test psychologiczny, który miał wskazywać, która półkula mózgu jest u obserwatora dominująca. W Internecie zdobył on popularność na przełomie 2007 i 2008 roku.

## Percepcja
W zależności od obserwatora kierunek obrotu może zmieniać się dowolną ilość razy. Część obserwatorów może mieć trudności w ujrzeniu zmiany kierunku.
Istnieje kilka sposobów, aby "zmusić" tancerkę do ruchu w przeciwną stronę. Można np. próbować wpatrywać się w konkretne miejsce (np. wirującą nogę lub cień rzucany przez tancerkę), a następnie stopniowo podnosić wzrok.

Oznaczenie R znajdujące się na nodze dotykającej podłoża oraz kontur pojawiający się przy obrocie nóg ma pomagać w zaobserwowaniu obrotu przeciwnego do ruchu wskazówek zegara. Oznaczenie sugeruje, że chodzi o nogę prawą

Oznaczenie L znajdujące się na nodze dotykającej podłoża oraz kontur pojawiający się przy obrocie nóg ma pomagać w zaobserwowaniu obrotu zgodnego z ruchem wskazówek zegara. Oznaczenie sugeruje, że chodzi o nogę lewą